# Rufus Johnson
Rufus Johnson (28 agosto 1990) è un giocatore di football americano statunitense che gioca nel ruolo di outside linebacker nella National Football League (NFL). Fu scelto nel corso del sesto giro (183º assoluto) del Draft NFL 2013 dai New Orleans Saints. Al college ha giocato a football alla Tarleton State University.

## Carriera professionistica

### New Orleans Saints
Johnson fu scelto nel corso del sesto giro del Draft 2013 dai New Orleans Saints. Il 9 maggio firmò il proprio contratto con la franchigia.

### New England Patriots
Il 31 dicembre 2014, Johnson firmò un contratto da riserva coi New England Patriots. Nella stagione successiva riuscì ad entrare nei 53 uomini per l'inizio della stagione regolare. Debuttò come professionista subentrando nella settimana 2 della stagione 2015 contro i Buffalo Bills mettendo a segno un tackle.

## Statistiche
| Partite totali      | 1 |
| Partite da titolare | 0 |
| Tackle              | 1 |
| Sack                | 0 |
| Intercetti          | 0 |